# Santa Flora
Santa Flora és un barri de la ciutat brasilera de Santa Maria, Rio Grande do Sul. El barri està situat al districte de Santa Flora.

## Villas
El barri amb les següents villas: Banhadinho, Banhados, Carangueijo, Carvalhas, Casa Branca, Colônia Favorita, Colônia Grápia, Colônia Pedro Carlos, Colônia Pena, Colônia Pinheiro, Colônia Vacacaí, Coxilha Bonita, Galpões, Passo da Lagoa, Passo do Pavão, Rincão da Limeira, Rincão da Ramada, Rincão da Várzea, Rincão do Araçá, Rincão do Carangueijo, Rincão do Jacaré, Rincão dos Banhados, Rincão dos Pires, Rincão Grande, Santa Flora, Vila Santa Flora.

## Galeria de fotos
| Dilermando de Aguiar               | São Valentim           | Pains          |
| Dilermando de Aguiar / São Gabriel |                        | Passo do Verde |
| São Gabriel                        | São Gabriel / São Sepé | São Sepé       |